# Romiplostim
Romiplostim este un medicament antihemoragic, utilizat pentru tratamentul trombocitopeniei. Calea de administrare disponibilă este cea subcutanată. Este o proteină de fuziune, analog de trombopoietină, și acționează ca hormon ce reglează producerea plachetelor sanguine.